# Fabian Braun

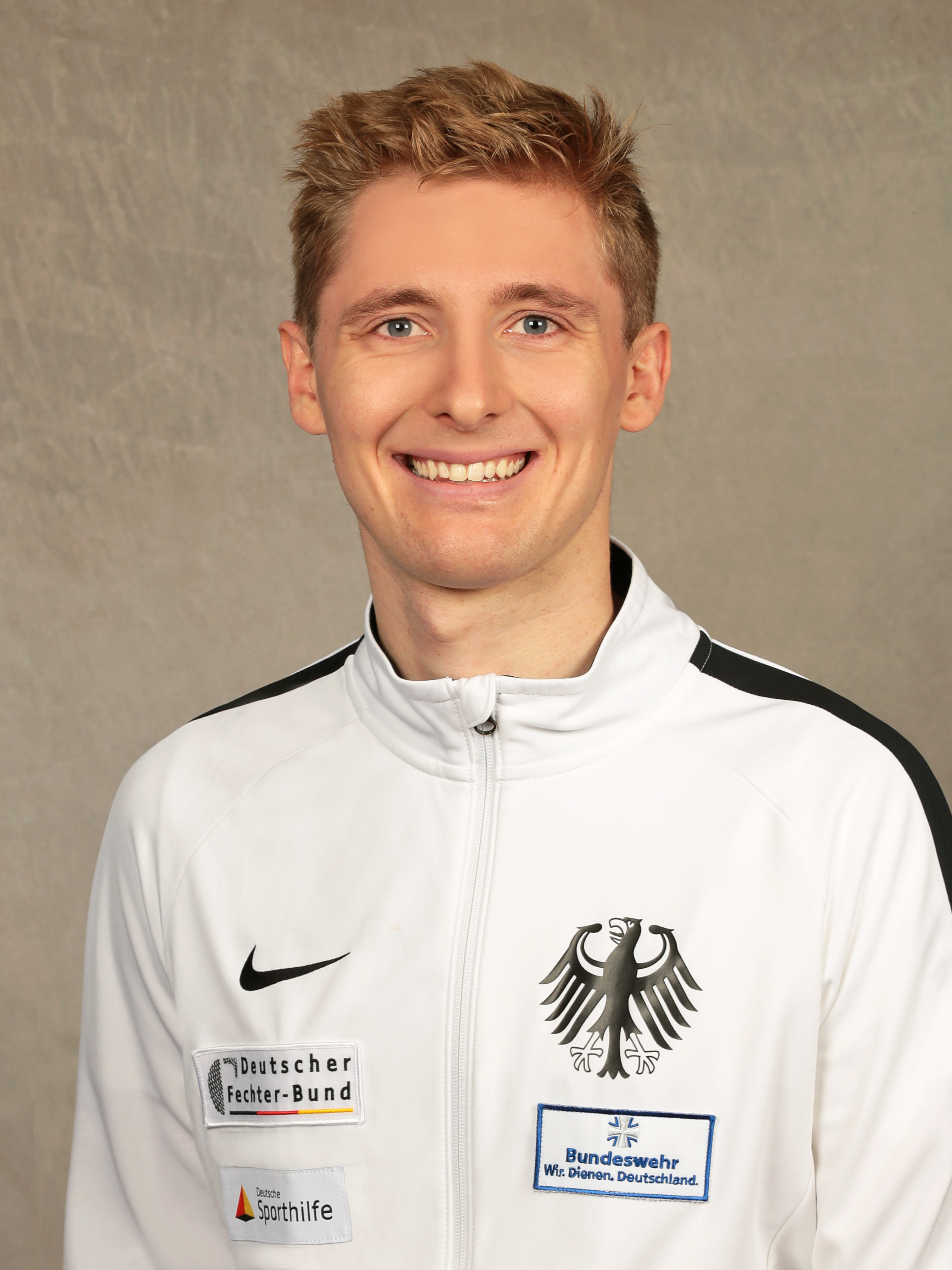

Fabian Braun (* 31. Januar 1997) ist ein deutscher Herrenflorett-Fechter und aktuelles Mitglied der Nationalmannschaft.

## Leben
Der Saarbrücker Fabian Braun wechselte im Jahr 2012 auf ein Fechtinternat nach Bonn und machte 2015 sein Abitur an der Eliteschule des Sports des Tannenbusch Gymnasiums. Er ficht aktuell für seinen Heimatverein FSV Klarenthal und ist Mitglied der Sportfördergruppe der Bundeswehr.
Im Jahr 2014 belegt er bei den Kadetten-Weltmeisterschaften in Plovdiv den 9. Platz und qualifizierte sich somit für die Youth Olympic Games in Nanjing, die Braun ebenfalls mit dem 9. Platz beendete. Im Jahr 2015 wurde er deutscher Vizemeister der Junioren. 2017 belegte Braun bei den Junioren-Europameisterschaften den 8. Rang, bei der Junioren-WM gelang ihm mit dem Team der 5. Platz. Zudem erreichte er 2017 seinen bislang größten sportlichen Erfolg mit dem Gewinn der deutschen Aktivenmeisterschaft, in der er unter anderem den vierfachen Weltmeister Peter Joppich bezwang. Bei den Deutschen Meisterschaften 2019 gewann er die Bronzemedaille. Bei der Europameisterschaft 2022 erreichte Braun den 23. Platz im Einzel und den 6. Platz im Teamevent.

## Sportliche Erfolge
Deutsche Meisterschaften
- 2014 - 2. Platz bei den Kadetten
- 2015 - 2. Platz bei den Junioren
- 2017 - 1. Platz bei den Aktiven
- 2019 - 3. Platz bei den Aktiven
- 2022 - 3. Platz bei den Aktiven

Europameisterschaften
- 2017 - 8. Platz bei den Junioren
- 2017 - 8. Platz bei den Junioren im Team
- 2017 - 6. Platz bei U23 im Team
- 2022 - 23. Platz im Einzel
- 2022 - 6. Platz im Team

Weltmeisterschaften
- 2014 - 9. Platz bei den Kadetten
- 2017 - 5. Platz bei den Junioren im Team

Sonstige Erfolge
- 2014 - 9. Platz bei den Olympischen Jugendspielen